# Alma Mater (revista)
La Revista Alma Mater es la revista de los universitarios cubanos. Fundada por Julio Antonio Mella en noviembre de 1922. Es la publicación joven más antigua de Cuba.

## Historia
La revista Alma Mater surgió en noviembre de 1922. Fue fundada por Julio Antonio Mella y desde su inicio refleja los intereses de la Federación Estudiantil Universitaria (FEU) de Cuba.
Fue tribuna de la reforma que sacudió durante la década del veinte, a la Universidad de La Habana, la cual era, entonces, la única casa de altos estudios del país.
En 1978 pasó a ser el órgano del Consejo Nacional de la FEU, con lo que su alcance sobrepasó a la Universidad de La Habana, para interesar a estudiantes universitarios de todo el país. Intelectuales de renombre, periodistas, estudiantes y profesores universitarios han promovido en ella lo más avanzado del pensamiento, las artes y las ciencias, hasta los tiempos actuales. 
Actualmente es una publicación de la Casa Editora Abril. Cuenta con una publicación bimensual de 20 mil ejemplares con circulación nacional. 
Esta revista refleja y problematiza temas afines a la vida universitaria y a la realidad del país. Difunde, además, logros científicos, deportivos y culturales, tanto del ámbito universitario, nacional como internacional.
Tiene entre sus propósitos potenciar la cultura del debate y dar cuenta de las polémicas universitarias, ser una auténtica voz estudiantil.
Es por eso que abre las puertas a todos los universitarios para que polemicen, compartan sus obras, sugieran sus temáticas, fotografías, inquietudes.
Alma Mater en su condición de medio de comunicación, es una unidad docente que recibe cada año a estudiantes de diferentes especialidades. Con el acompañamiento de un tutor, logran integrar durante el breve tiempo de práctica laboral, los conocimientos teóricos que han aprendido en las aulas universitarias.

## Público meta
Los estudiantes universitarios son su público fundamental, aunque también pretenden sumar a profesores de la enseñanza superior, profesionales egresados de la universidad y a cualquier otro lector o cibernauta que dentro o fuera de la Cuba se sienta motivado por los temas que se abordan en ella.

## Logros
- Reconocimientos en los Festivales de la Prensa Escrita por la calidad de sus diseños.
- Pluma de Villena, otorgada por el Instituto Superior Pedagógico Rubén Martínez Villena de La Habana, el 18 de febrero de 2008.
- Sello conmemorativo por el aniversario 50 de los sucesos del 13 de marzo y los 85 de la FEU.
- Premios y menciones en el Concurso Nacional de Periodismo 26 de Julio.
- Premio Palma Digital 2015
- Premio OX

## Canales de publicación
- Revista impresa (Solo disponible en Cuba)
- Edición digital Archivado el 19 de junio de 2009 en Wayback Machine.
- Alma Mater en Medium
- Redes sociales (En Facebook; En Twitter; En Instagram; En Telegram; En Youtube, En Anchor)